# Thali (muziek)
Onder thali wordt in de Hindoestaanse muziek verstaan: een geaccentueerde maat in de tala. In een thali overwegen op de tabla de zwaardere klanken van de bayan, of de linkerhelft van de pakhavaj.